# 米凯莱·安德烈奥洛
米凯莱·安德烈奥洛（義大利語：Michele Andreolo，1912年9月6日—1981年5月14日），乌拉圭、意大利男子足球运动员，司职中场。他曾代表意大利国家队参加1938年国际足联世界杯，结果获得冠军。